# Gmina Dayton (hrabstwo Chickasaw)

Położenie Gminy Dayton w hrabstwie Chickasaw

Gmina Dayton (ang. Dayton Township) – gmina w USA, w stanie Iowa, w hrabstwie Chickasaw. Według danych z 2000 roku gmina miała 1752 mieszkańców, a jej powierzchnia wynosi 94,95 km².